# یانی هرناندز
یونی هرناندز (به انگلیسی: Yonny Hernández) ( زاده:۲۵ ژوئیه ۱۹۸۸ ) در کلمبیا و راننده موتو جی‌پی می‌باشد .
و هم‌اکنون برای تیم دوکاتی رانندگی می‌کند.